# Heaven Help
«Heaven Help» es un sencillo del álbum Are You Gonna Go My Way del cantante estadounidense Lenny Kravitz, lanzado en 1993. La canción fue escrita por Gerry DeVeaux y Terry Britten.
La canción logró ubicarse en la posición número 80 en el conteo de Billboard Hot 100 y 92 en Hot R&B/Hip-Hop Songs. «Heaven Help» aparece en el álbum Greatest Hits lanzado en 2000.

## Posicionamiento
| Lista                 | Posición |
| --------------------- | -------- |
| The Billboard Hot 100 | 80       |
| Hot R&B/Hip-Hop Songs | 92       |